# Liberalismo clásico

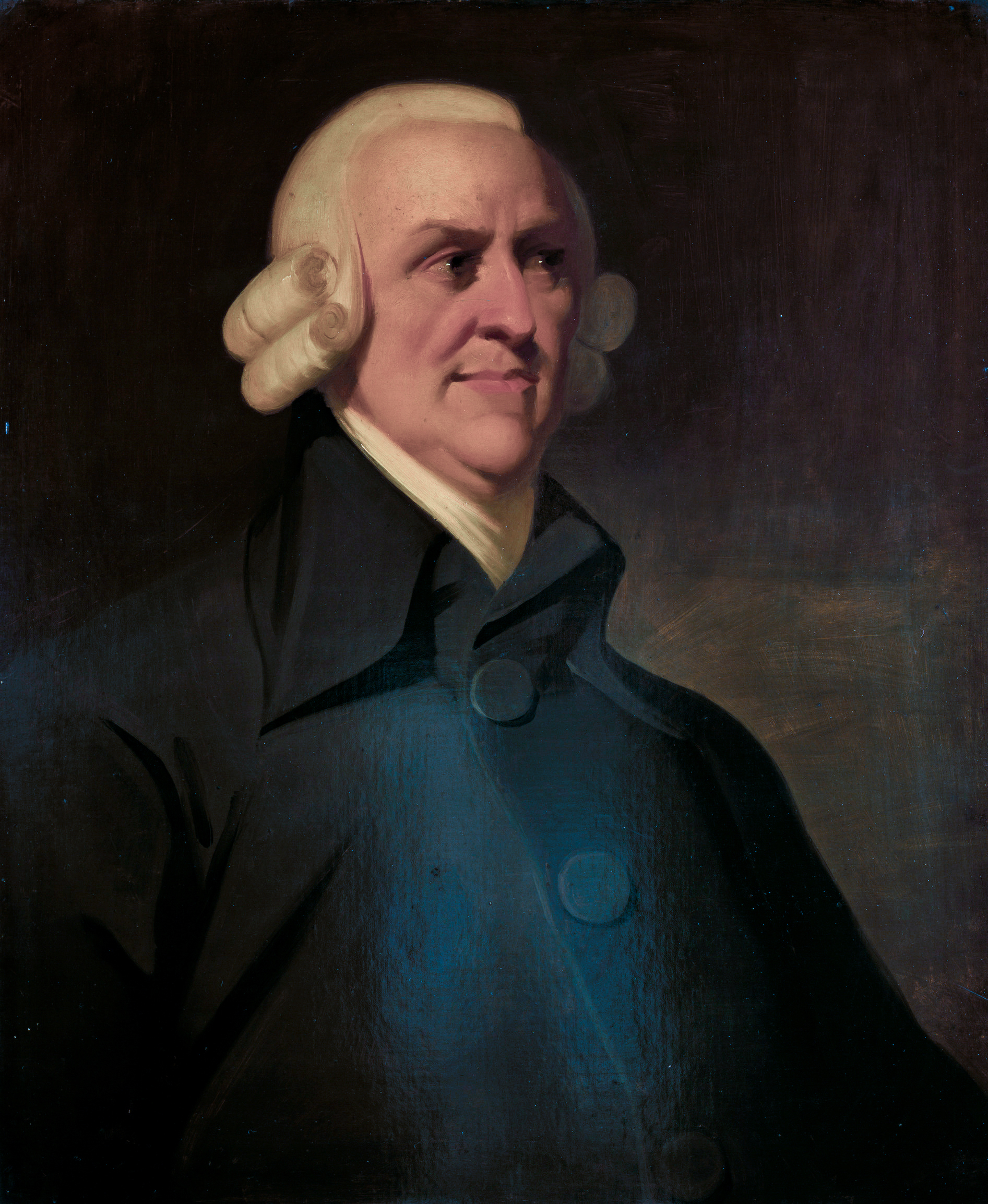
Adam Smith, figura prominente del liberalismo clásico y autor que propuso el concepto de la 'mano invisible' en la economía

El liberalismo clásico es un concepto amplio usado para englobar las ideas políticas que suceden durante los siglos XVII y XVIII, contrarias al poder absoluto o intervención del monarca o el Estado en asuntos civiles, y opuestas a los privilegios legales que detentaban los aristócratas, el clero oficial y los gremios, con el objetivo de que el individuo pueda desarrollar sus capacidades individuales y su libertad en el ámbito político, religioso y económico. Es una corriente originaria del liberalismo que aboga por las libertades civiles bajo el imperio de la ley y por una economía de mercado. Las ideas, clasificadas como liberalismo clásico, de  John Locke y de Montesquieu influyeron significativamente tanto en la Revolución Gloriosa como en la Independencia de los Estados Unidos de América y en el inicio de la Revolución francesa.
En el siglo XIX el liberalismo clásico pone el énfasis principal en garantizar la libertad del individuo al limitar el poder del Estado y maximizar el poder de las fuerzas del mercado capitalista, como una respuesta a la Revolución industrial y la urbanización en el siglo XIX en Europa y los Estados Unidos. Aboga por las libertades civiles con un gobierno limitado bajo el imperio de la ley y la creencia en la política económica del laissez-faire. El liberalismo clásico del siglo XIX se basa en ideas que ya surgieron a en el siglo XVIII, como ideas seleccionadas de Adam Smith, John Locke, Jean-Baptiste Say, Thomas Malthus y David Ricardo, subrayando su creencia en el libre mercado y el derecho natural, el utilitarismo y el progreso. Los liberales clásicos eran más desconfiados que los conservadores del rol del gobierno a menos que fuese mínimo y al algunos adoptar la teoría de gobierno de Thomas Hobbes, creían que el Estado había sido creado por los individuos para protegerse unos de otros. Un referente de esta generación del liberalismo clásico es el sociólogo y pensador inglés Herbert Spencer, quien se aproximó a un anarquismo filosófico.

## Características del pensamiento
|            |
| John Locke |

|             |
| Montesquieu |

|            |
| Adam Smith |

|                  |
| Thomas Jefferson |

Sus bases racionales son el realismo y fundamentalmente el empirismo sustentado bajo el derecho natural, con mucha mayor atención, por lo tanto, a los cambios observados en los hechos, por lo que se distingue del idealismo y del deductivismo propios del racionalismo continental europeo, más tendiente a formular verdades absolutas. Se trata de un racionalismo analítico, más que justificativo.
Su visión de la condición humana es realista, suponiéndole una motivación fundamentalmente egoísta en aras de la satisfacción del propio interés, esto lo vincula a dar preferencia especial al liberalismo económico o liberismo.
Dicho laicismo, empirismo y utilitarismo, propios del liberalismo clásico, favorecen la convención más que la convicción, mediante un programa político basado en el consenso, por lo que considera la ley y la institución creaciones artificiales, evaluándolas por sus resultados y omitiendo su concordancia con cualquier principio trascendente. Debido a esto último es que aceptan la monarquía constitucional siempre y cuando esta garantice la libertad y el bien común.

## Inicios
Nace en Inglaterra a mediados del siglo XVII, entre la guerra civil y la revolución de 1688, con la elaboración de argumentos contrarios a la monarquía absoluta y el poder eclesial y su pretensión de monopolio sobre la verdad religiosa.
Los primeros en manifestar estas posturas son los niveladores, pequeños propietarios disidentes del ejército de Oliver Cromwell, constituido en partido político en 1646. Sus ideas centrales hacían referencia a la comunidad política como un conjunto de personas libres que comparten los mismos derechos fundamentales, por lo que el gobierno tenía que basarse en el consentimiento de los gobernados. Como los gobernados son personas racionales, dicho ejercicio de gobierno no podía ser ni paternalista ni intervencionista, sus poderes, por lo tanto tenían que ser limitados, con una clara vocación de protección de los derechos individuales como la libertad de expresión, de religión, de asociación y de propiedad.
El factor religioso también jugó un importante papel en la formulación del liberalismo. En línea con lo anterior, se reclamaba tolerancia y libertad religiosa por parte de los sectores inconformistas fuera de la Iglesia de Inglaterra. Hasta ese momento, reinaba un compromiso doctrinal entre el calvinismo y el anglicanismo que permitió la nacionalización política, compromiso que proporcionó en la práctica una dinámica de tolerancia religiosa. Pero en el siglo XVII surgieron importantes discrepancias en el seno de la Iglesia de Inglaterra referentes a su tradicionalismo y autoritarismo, desembocando en el puritanismo, cuyas reclamaciones radicaban en la independencia eclesiástica y en una organización presbiteriana o asamblearia.

## Tipología de creencias
Friedrich Hayek identificó dos tradiciones diferentes dentro del liberalismo clásico, a saber, la tradición británica y la tradición francesa: 
- Los filósofos británicos Bernard Mandeville, David Hume, Edmund Burke, Adam Smith, Adam Ferguson, Josiah Tucker y William Paley sostenían creencias en el empirismo, el common law y en tradiciones e instituciones que habían evolucionado espontáneamente pero que eran imperfectamente comprendidas.
- Los filósofos franceses Voltaire, Jean-Jacques Rousseau, Denis Diderot, Maximilien Robespierre, Marqués de Condorcet, los Enciclopedistas y los Fisiócratas creían en el racionalismo y a veces mostraban hostilidad hacia la tradición y la religión.

Hayek admitía que las etiquetas nacionales no correspondían exactamente a los pertenecientes a cada tradición, ya que veía a los franceses Montesquieu, Benjamin Constant, Joseph De Maistre y Alexis de Tocqueville como pertenecientes a la tradición británica y a los británicos Thomas Hobbes, Joseph Priestley, Richard Price, Edward Gibbon, Benjamin Franklin, Thomas Jefferson y Thomas Paine como pertenecientes a la tradición francesa.  Hayek también rechazó la etiqueta “”laissez-faire“” por provenir de la tradición francesa y ser ajena a las creencias de Hume y Smith.
Guido De Ruggiero también identificó diferencias entre «Montesquieu y Rousseau, el tipo de liberalismo inglés y el democrático» y argumentó que existía un «profundo contraste entre los dos sistemas liberales». Afirmaba que el espíritu del «auténtico liberalismo inglés» había «construido su obra pieza a pieza, sin destruir nunca lo que ya se había construido, sino basando en ello todo nuevo punto de partida». Este liberalismo había «adaptado insensiblemente las antiguas instituciones a las necesidades modernas» e «instintivamente retrocedido ante todas las proclamaciones abstractas de principios y derechos». Ruggiero afirmó que este liberalismo fue desafiado por lo que él llamó el «nuevo Liberalismo de Francia» que se caracterizaba por el igualitarismo y una «conciencia racionalista».
En 1848, Francis Lieber distinguió entre lo que denominó «libertad anglicana y galicana». Lieber afirmaba que «la independencia en el más alto grado, compatible con la seguridad y las amplias garantías nacionales de libertad, es el gran objetivo de la libertad anglicana, y la autosuficiencia es la principal fuente de la que extrae su fuerza». Por otro lado, la libertad galicana «se busca en el gobierno ... . [Los franceses buscan el mayor grado de civilización política en la organización, es decir, en el mayor grado de injerencia del poder público».

## Representantes del liberalismo

### Representantes
- Juan de Mariana (miembro de la neoescolástica Escuela de Salamanca, difícilmente puede considerársele cercano al liberalismo, aunque sí un precedente, por sus críticas continuas al poder civil y eclesiástico y su teoría del tiranicidio, divulgada por toda Europa).
- Francisco de Vitoria, miembro de la Escuela de Salamanca y precursor, junto con Hugo Grocio, del concepto de Derecho Internacional
- Hugo Grocio

### SigloXVII. Inglaterra
- John Locke

### SigloXVIII. Francia
- Montesquieu
- Voltaire

### SigloXVIII. Reino Unido
- David Hume

### SigloXVIII. Estados Unidos
- Thomas Jefferson
- Benjamin Franklin

### SigloXIX
- Alexis de Tocqueville
- Benjamin Constant
- Juan Bautista Alberdi
- Jean Gustave Courcelle-Seneuil

### Economistas
- François Quesnay
- Jacques Turgot
- Adam Smith
- David Ricardo
- Frédéric Bastiat

## Economía política
Los liberales clásicos que siguieron a Mill veían la utilidad como fundamento de las políticas públicas. Esto rompió tanto con el «tradición» conservador como con los «derechos naturales» de Locke, que se consideraban irracionales. La utilidad, que hace hincapié en la felicidad de los individuos, se convirtió en el valor ético central de todo el liberalismo al estilo de Mill. Aunque el utilitarismo inspiró amplias reformas, se convirtió principalmente en una justificación de la economía del laissez-faire. Sin embargo, los partidarios de Mill rechazaron la creencia de Smith de que la «mano invisible» conduciría a beneficios generales y adoptaron la opinión de Malthus de que la expansión de la población impediría cualquier beneficio general y la opinión de Ricardo de la inevitabilidad del conflicto de clases. El laissez-faire se consideraba el único enfoque económico posible y cualquier intervención gubernamental se consideraba inútil y perjudicial. La Poor Law Amendment Act 1834 se defendió basándose en «principios científicos o económicos», mientras que se consideraba que los autores de la Poor Relief Act 1601 no habían tenido el beneficio de leer a Malthus.
Sin embargo, el compromiso con el laissez-faire no era uniforme y algunos economistas abogaban por el apoyo estatal a las obras públicas y la educación. Los liberales clásicos también estaban divididos respecto al libre comercio, ya que Ricardo expresó sus dudas de que la eliminación de los aranceles sobre los cereales propugnada por Richard Cobden y la Liga contra la Ley del Maíz tuviera algún beneficio general. La mayoría de los liberales clásicos también apoyaron la legislación para regular el número de horas que se permitía trabajar a los niños y, por lo general, no se opusieron a la legislación de reforma de las fábricas.
A pesar del pragmatismo de los economistas clásicos, sus puntos de vista fueron expresados en términos dogmáticos por escritoras populares como Jane Marcet y Harriet Martineau. El más firme defensor del laissez-faire fue The Economist, fundado por James Wilson en 1843. The Economist criticó a Ricardo por su falta de apoyo al libre comercio y se mostró hostil a la beneficencia, pues creía que las clases bajas eran responsables de sus circunstancias económicas. The Economist defendía la postura de que la regulación de las horas de trabajo en las fábricas era perjudicial para los trabajadores y también se oponía firmemente al apoyo estatal a la educación, la sanidad, el suministro de agua y la concesión de patentes y derechos de autor.
The Economist también hizo campaña contra las Leyes del Maíz, que protegían a los terratenientes del Reino Unido de Gran Bretaña e Irlanda de la competencia de las importaciones extranjeras de cereales, menos costosas. La rígida creencia en el laissez-faire guio la respuesta del gobierno en 1846-1849 a la Great Famine en Irlanda, durante la cual se calcula que murieron 1,5 millones de personas. El ministro responsable de asuntos económicos y financieros, Charles Wood, esperaba que la empresa privada y el libre comercio, en lugar de la intervención gubernamental, aliviaran la hambruna. Las Leyes del maíz fueron finalmente derogadas en 1846 mediante la eliminación de los aranceles sobre el grano que mantenían artificialmente alto el precio del pan, pero llegó demasiado tarde para detener la hambruna irlandesa, en parte porque se hizo por etapas a lo largo de tres años.

### Libre comercio y paz mundial
Varios liberales, entre ellos Smith y Cobden, sostenían que el libre intercambio de bienes entre naciones podía conducir a la paz mundial. Erik Gartzke afirma: «Estudiosos como Montesquieu, Adam Smith, Richard Cobden, Norman Angell, y Richard Rosecrance han especulado durante mucho tiempo que el libre mercado tiene el potencial de liberar a los estados de la inminente perspectiva de guerras recurrentes».  Los politólogos estadounidenses John R. Oneal y Bruce M. Russett, conocidos por su trabajo sobre la teoría de la paz democrática, afirman: 

Los liberales clásicos defendían políticas para aumentar la libertad y la prosperidad. Pretendían dar poder político a la clase comercial y abolir los fueros reales, los monopolios y las políticas proteccionistas del mercantilismo para fomentar el espíritu empresarial y aumentar la eficiencia productiva. También esperaban que la democracia y la economía del laissez-faire disminuyeran la frecuencia de las guerras.

En La riqueza de las naciones, Smith argumentó que a medida que las sociedades progresaban de cazadoras-recolectoras a sociedades industriales, el botín de guerra aumentaría, pero que los costes de la guerra aumentarían aún más, lo que dificultaría y encarecería la guerra para las naciones industrializadas: 

[L]os honores, la fama, los emolumentos de la guerra no pertenecen [a las clases medias e industriales]; el campo de batalla es el campo de cosecha de la aristocracia, regado con la sangre del pueblo. ... Mientras nuestro comercio dependía de nuestras dependencias extranjeras, como era el caso a mediados del siglo pasado... la fuerza y la violencia eran necesarias para conseguir clientes para nuestros fabricantes... Pero la guerra, aunque es el mayor de los consumidores, no sólo no produce nada a cambio, sino que, al sustraer mano de obra del empleo productivo e interrumpir el curso del comercio, impide, de diversas maneras indirectas, la creación de riqueza; y, si las hostilidades se prolongan durante una serie de años, cada préstamo de guerra sucesivo se sentirá en nuestros distritos comerciales y manufactureros con una presión aumentada
Richard Cobden

[L]a naturaleza, en virtud de su mutuo interés, une a los pueblos contra la violencia y la guerra, pues el concepto de derecho cosmopolita no los protege de ella. El espíritu de comercio no puede coexistir con la guerra, y tarde o temprano este espíritu domina a todos los pueblos. Porque entre todos los poderes (o medios) que pertenecen a una nación, el poder financiero puede ser el más fiable para obligar a las naciones a perseguir la noble causa de la paz (aunque no por motivos morales); y en cualquier parte del mundo donde la guerra amenace con estallar, tratarán de evitarla a través de la mediación, como si estuvieran permanentemente aliadas para este propósito.
Immanuel Kant

Cobden creía que los gastos militares empeoraban el bienestar del Estado y beneficiaban a una pequeña pero concentrada minoría elitista, resumiendo el imperialismo británico, que en su opinión era el resultado de las restricciones económicas de las políticas mercantilistas. Para Cobden y muchos liberales clásicos, quienes defendían la paz también debían defender el libre mercado. La creencia de que el libre comercio promovería la paz era ampliamente compartida por los liberales ingleses del siglo XIX y principios del XX, lo que llevó al economista John Maynard Keynes (1883-1946), que fue liberal clásico en sus primeros años de vida, a afirmar que se trataba de una doctrina en la que había sido «educado» y que mantuvo incuestionable sólo hasta la década de 1920.  En su reseña de un libro sobre Keynes, Michael S. Lawlor sostiene que puede deberse en gran parte a las contribuciones de Keynes en economía y política, como en la aplicación del Plan Marshall y la forma en que se han gestionado las economías desde su obra, «que nos permitamos el lujo de no enfrentarnos a su desagradable elección entre el libre comercio y el pleno empleo». Una manifestación relacionada de esta idea fue el argumento de Norman Angell (1872-1967), más famoso antes de la Primera Guerra Mundial en La gran ilusión (1909), de que la interdependencia de las economías de las principales potencias era ahora tan grande que la guerra entre ellas era inútil e irracional; y por lo tanto improbable.